# Кормиловский район
Корми́ловский райо́н — административно-территориальная единица (район) и муниципальное образование (муниципальный район) на юго-востоке Омской области России.
Административный центр — рабочий посёлок Кормиловка.

## География
По территории района с востока на запад протекает река Омь, являющейся одним из значительных правых притоков реки Иртыш. Расположен в юго-восточной части Омской области по обе стороны железной дороги Омск—Новосибирск.

## История
Район был образован в январе 1935 года:
- 7 сельских советов передано из Омского городского совета (Егорьевский, Корниловский, Станционно-Богдановский, Черниговский, Энбекшийский, Эстермайский, Юрьевский);
- 6 сельских советов передано из Калачинского района (Веселопривальский, Ефимовский, Некрасовский, Самаринский, Фоминовский, Царицынский).[5]

В марте 1935 год из Царицынского сельского совета выделен Беловский.
В 1936 году насчитывалось 82 населённых пункта, 13 сельских советов, 64 колхоза, 3 МТС, 49 начальных школ, 10 неполных средних школ, 12 клубных учреждений, 1 больницы, 3 амбулатории. Площадь 2277 квадратных километра.
На 1 января 1938 года площадь района составляла 2300 квадратных километров, насчитывалось 13 сельских советов. Расстояние до центра области 46 километров. Ближайшая железнодорожная станция здесь.
В 1938 году центр Егорьевского сельского совета перенесён из села Егорьевка в село Алексеевка. Центр Эстермайского сельского совета перенесён из села Бородинка в село Ивановка. Центр Веселопривальского сельского совета перенесён из села Весёлый Привал в село Новоселье. В 1938 году центр Черниговского сельского совета перенесён из села Черниговка в село Немировка.
В 1939 году центр Корниловского сельского совета перенесён из села Карниловка в село Сыропятское.
К 1 января 1941 года в районе насчитывалось 13 сельских советов. Площадь района равнялась 2300 квадратных километров. Расстояние до центра области 46 километров.
В 1943 году Эстермайский сельский совет переименован в Ивановский.
К 1 января 1947 года в районе насчитывалось 13 сельских советов. Площадь района равнялась 2300 квадратных километров. Ближайшая железнодорожная станция здесь.
В июле 1947 года центр Ефимовского сельского совета был перенесён из села Ефимовка в село Михайловка.
В 1948 году Фоминовский сельский совет присоединён к Ефимовскому. Центр Ефимовского сельского совета был перенесён из села Михайловка в село Ефимовка.
В июне 1954 года Егоровский сельский совет переименован в Алексеевский. Энбекшийский сельский совет присоединён к Ивановскому. Самаринский сельский совет переименован в Зотинский. Станционно-Богдановский сельский совет переименован в Кормиловский. Некрасовский сельский совет присоединён к Веселопривальскому. Веселопривальский сельский совет переименован в Новосельский. Корниловский сельский совет переименован в Сыропятский.
В октябре 1954 года из Ефимовского и Черниговского сельских советов выделен Спайковский совхозный поселковый совет с центром в посёлке Спайка.
В 1957 году Ивановский сельский совет передан в Ульяновский район.
В 1960 году Кормиловский сельский совет упразднён. Территория передана в Борчанский сельский совет. Село Кормиловка преобразована в рабочий посёлок. Образован Кормиловский поселковый совет.
В 1963 году район был ликвидирован:
- 8 сельских советов и 2 поселковых совета передано в Омский район (Алексеевский, Борчанский, Ефимовский, Зотинский, Новосельский, Сыропятский, Черниговский, Юрьевский сельские советы и Кормиловский поселковый совет, Спайковский совхозный поселковый совет);
- 1 сельский совет передан в Калачинский район (Царицынский).[19]

В 1965 году район был восстановлен:
- 5 сельских советов и 1 поселковый совет переданы из Омского района (Алексеевский, Ефимовский, Сыропятский, Черниговский, Юрьевский сельские советы и Спайковский совхозный поселковый совет);
- 3 сельских совета и 1 поселковый совет переданы из Калачинского района (Борчанский, Зотинский, Новосельский сельские советы и Кормиловский поселковый совет).[20]

В феврале 1968 года изменены названия некоторых населённых пунктов района.
В октябре 1968 года из Новосельского сельского совета выделен Некрасовский.
В 1973 году Зотинский сельский совет переименован в Георгиевский с переносом центра из села Зотино в село Георгиевка. Ефимовский сельский совет переименован в Михайловский с переносом центра из села Ефимовка в село Михайловка. Спайковский совхозный поселковый совет переименован в Победительский с переносом центра из посёлка Спайка в посёлок Победитель.
В 1981 году переименованы некоторые населённые пункты района.
К 1987 году ближайшая железнодорожная станция Кормиловская здесь. Расстояние до Омска 50 километров.
В 1989 году изменены границы некоторых сельский советов района.
На 1 марта 1991 года в районе насчитывалось 10 сельских советов, 1 рабочий посёлок, 43 населённых пункта в сельской местности. Территория района 1900 квадратных километров. Расстояние от Кормиловки до Омска 47 километров. Население района 26319 человек. Действовало 6 совхозов («Новоалексеевский», «Михайловский», «Победитель», «Правда», «Кольцовский», «Кормиловский»), 8 колхозов («Октябрь», «Заветы Ильича», «Родина», им. Карбышева, им. Куйбышева, им. Ленина, им. Чапаева, им. XXI съезда КПСС).
В 1993 году сельские советы упразднены.
В августе 2003 года был утверждён герб района.
В октябре 2003 года введены в районе сельские округа.

## Население
| 1959    | 1970    | 1979    | 1989    | 2002    | 2009    | 2010    |
| ------- | ------- | ------- | ------- | ------- | ------- | ------- |
| 28 181  | ↘23 445 | ↘23 206 | ↗26 319 | ↘25 989 | ↗26 054 | ↘24 726 |
| 2011    | 2012    | 2013    | 2014    | 2015    | 2016    | 2017    |
| ↗24 746 | ↗24 855 | ↗25 001 | ↗25 038 | ↗25 306 | ↗25 358 | ↗25 367 |
| 2018    | 2019    | 2020    | 2021    | 2023    |         |         |
| ↘25 264 | ↘24 974 | ↘24 709 | ↘23 537 | ↘23 330 |         |         |

По Всесоюзной переписи населения 15 января 1959 года в районе проживало 28181 человек в сельской местности (12794 м — 15387 ж).
По Всесоюзной переписи населения 15-22 января 1970 года в районе проживало 23445 человек (10815 м — 12630 ж).
По Всесоюзной переписи населения 17 января 1979 года в районе проживало 23206 человек (10719 м — 12487 ж).
По Всесоюзной переписи населения 12-19 января 1989 года в районе проживало 26319 человек (12565 м — 13754 ж).
По Всероссийской переписи населения 9 октября 2002 года в районе проживало 25989 человек (12236 м — 13753 ж).
По данным 2006 года в Кормиловском районе проживают 25900 человек.
По Всероссийской переписи населения 14-25 октября 2010 года в районе проживало 24726 человек (11643 м — 13083 ж). В процентном отношении 47,1 % мужчин и 52,9 % женщин.

### Урбанизация
В городских условиях (рабочий посёлок Кормиловка) проживают 38,95 % населения района.

### Национальный состав
Национальный состав в 2007 году: русские — 86,2 %, немцы — 4,5 %, казахи — 2,5 %, украинцы — 2,5 %, татары — 1 %, другие — 3,3 %.
По Всероссийской переписи населения 2010 года
| Национальность  | Численность населения, чел. | Доля от населения |
| --------------- | --------------------------- | ----------------- |
| Армяне          | 172                         | 0,70              |
| Казахи          | 639                         | 2,58              |
| Немцы           | 679                         | 2,75              |
| Русские         | 21793                       | 88,14             |
| Татары          | 214                         | 0,87              |
| Украинцы        | 426                         | 1,72              |
| Цыгане          | 144                         | 0,58              |
| Прочие нации    | 659                         | 2,67              |
| Итого по району | 24726                       | 100,00            |

## Муниципально-территориальное устройство
На 1 января 2009 года в Кормиловском районе 42 населённых пункта в составе одного городского и 10 сельских поселений:
| №  | Городское и сельские поселения    | Административный центр     | Количество населённых пунктов | Население | Площадь, км2 |
| -- | --------------------------------- | -------------------------- | ----------------------------- | --------- | ------------ |
| 1  | Кормиловское городское поселение  | рабочий посёлок Кормиловка | 1                             | ↘9088     | 21,10        |
| 2  | Алексеевское сельское поселение   | село Алексеевка            | 5                             | ↘1545     | 244,59       |
| 3  | Борчанское сельское поселение     | село Борки                 | 3                             | →889      | 104,10       |
| 4  | Георгиевское сельское поселение   | село Георгиевка            | 6                             | ↘1573     | 190,04       |
| 5  | Михайловское сельское поселение   | село Михайловка            | 3                             | ↘1224     | 255,58       |
| 6  | Некрасовское сельское поселение   | село Некрасовка            | 4                             | ↘1462     | 189,04       |
| 7  | Новосельское сельское поселение   | село Новоселье             | 4                             | ↘1044     | 167,87       |
| 8  | Победительское сельское поселение | село Победитель            | 2                             | ↘1453     | 200,15       |
| 9  | Сыропятское сельское поселение    | село Сыропятское           | 4                             | ↘1595     | 145,39       |
| 10 | Черниговское сельское поселение   | село Черниговка            | 4                             | ↘1781     | 151,56       |
| 11 | Юрьевское сельское поселение      | село Юрьево                | 6                             | ↘1676     | 238,81       |

| №  | Населённый пункт | Тип                                | Население | Муниципальное образование         |
| -- | ---------------- | ---------------------------------- | --------- | --------------------------------- |
| 1  | 1-я Фоминовка    | деревня                            | 160       | Новосельское сельское поселение   |
| 2  | 2-я Фоминовка    | деревня                            | 374       | Михайловское сельское поселение   |
| 3  | 2767 км          | железнодорожный остановочный пункт | 9         | Георгиевское сельское поселение   |
| 4  | 2771 км          | железнодорожный остановочный пункт | 6         | Георгиевское сельское поселение   |
| 5  | Аксаковка        | деревня                            | 161       | Черниговское сельское поселение   |
| 6  | Алексеевка       | село                               | 1159      | Алексеевское сельское поселение   |
| 7  | Байкал           | деревня                            | 91        | Сыропятское сельское поселение    |
| 8  | Богдановка       | деревня                            | 588       | Георгиевское сельское поселение   |
| 9  | Борки            | село                               | 930       | Борчанское сельское поселение     |
| 10 | Веселый Привал   | деревня                            | 395       | Новосельское сельское поселение   |
| 11 | Георгиевка       | село                               | 731       | Георгиевское сельское поселение   |
| 12 | Дубровка         | деревня                            | 138       | Алексеевское сельское поселение   |
| 13 | Егорьевка        | деревня                            | 64        | Алексеевское сельское поселение   |
| 14 | Ефимовка         | деревня                            | 75        | Михайловское сельское поселение   |
| 15 | Зотино           | деревня                            | 209       | Георгиевское сельское поселение   |
| 16 | Игнатьево        | деревня                            | 89        | Юрьевское сельское поселение      |
| 17 | Кольцово         | деревня                            | 150       | Юрьевское сельское поселение      |
| 18 | Кормиловка       | рабочий посёлок                    | ↘9088     | Кормиловское городское поселение  |
| 19 | Корниловка       | деревня                            | 151       | Борчанское сельское поселение     |
| 20 | Круглово         | деревня                            | 26        | Юрьевское сельское поселение      |
| 21 | Михайловка       | село                               | 808       | Михайловское сельское поселение   |
| 22 | Михеевка         | деревня                            | 50        | Алексеевское сельское поселение   |
| 23 | Некрасовка       | село                               | 739       | Некрасовское сельское поселение   |
| 24 | Немировка        | деревня                            | 620       | Черниговское сельское поселение   |
| 25 | Никитино         | деревня                            | 97        | Юрьевское сельское поселение      |
| 26 | Новая Деревня    | деревня                            | 169       | Борчанское сельское поселение     |
| 27 | Новая Ивановка   | деревня                            | 8         | Новосельское сельское поселение   |
| 28 | Новороссийка     | деревня                            | 146       | Некрасовское сельское поселение   |
| 29 | Новоселье        | село                               | 680       | Новосельское сельское поселение   |
| 30 | Победитель       | село                               | 1360      | Победительское сельское поселение |
| 31 | Рощинский        | посёлок                            | 416       | Юрьевское сельское поселение      |
| 32 | Салтыковка       | деревня                            | 116       | Некрасовское сельское поселение   |
| 33 | Самаринка        | деревня                            | 130       | Георгиевское сельское поселение   |
| 34 | Сосновка         | деревня                            | 521       | Некрасовское сельское поселение   |
| 35 | Спайка           | деревня                            | 223       | Победительское сельское поселение |
| 36 | Станкеевка       | деревня                            | 244       | Черниговское сельское поселение   |
| 37 | Степановка       | деревня                            | 119       | Алексеевское сельское поселение   |
| 38 | Сыропятская      | деревня                            | 129       | Сыропятское сельское поселение    |
| 39 | Сыропятское      | село                               | 1199      | Сыропятское сельское поселение    |
| 40 | Сыропятское      | станция                            | 168       | Сыропятское сельское поселение    |
| 41 | Черниговка       | село                               | 660       | Черниговское сельское поселение   |
| 42 | Юрьево           | село                               | 1002      | Юрьевское сельское поселение      |

### Упразднённые населённые пункты
В 2008 году в районе был исключён из учётных данных посёлок Дальний.

## Достопримечательности
Памятники истории, архитектуры, археологии и монументального искусства
- Обелиск землякам, погибшим в годы Великой Отечественной войны 1941—1945, установлен в 1969, ул. Ленина рп Кормиловка
- Памятник В. И. Ленину 1970, рп Кормиловка
- Бюст В. В. Куйбышева 1970, у школы село Черниговка[49]
- Здание одной из первых в области Кормиловской МТС, рп Кормиловка
- Место ожесточённого боя с красногвардейцами 1918—1919, село Сыропятское
- Поселение «Сыропятское-2», 2 км юго-восточнее села Сыропятское, левый берег реки Омь
- Поселение «Сыропятское-3», 0,5 км юго-юго-восточнее села Сыропятское, левый берег реки Омь
- Поселение «Богдановка-1» I тысячелетие до н. э., 2 км северо-восточнее деревни Богдановка
- Поселение «Богдановка-2», 2 км северо-восточнее деревни Богдановка, левый берег реки Омь
- Поселение «Борки-1» II половина I тысячелетие до н. э., 1,3 км западнее северо-западнее села Борки, левый берег реки Омь
- Поселение «Корниловка-1» II половина I тысячелетие до н. э., 1,7 км северо-восточнее деревни Корниловка, левый берег реки Омь
- Курганная группа «Никитино-1», 1,5 км северо-западнее деревни Никитино, 4,5 км севернее правого берега реки Омь
- Курган «Георгиевка-1», юго-восточная окраина села Георгиевка, 1 км южнее левого берега реки Омь
- Могильник курганный «Игнатьево-1», 4 км северо-восточнее деревни Игнатьево, правый берег реки Омь